# Давлетов, Андрей Эуфэтович
Андрей Эуфэтович Давлетов (13 января 1974, Уфа — 5 октября 2024) — советский и российский хоккеист, нападающий. Тренер.

## Биография
Воспитанник уфимского «Салавата Юлаева». Начинал играть в команде второй лиги «Авангард» Уфа (1991—1992). Сезон 1992/93 провёл в команде «Новойл», тогда же дебютировал в «Салавате Юлаеве», проведя три игры. За «Салавате Юлаев» отыграл следующие семь сезонов. Затем выступал за клубы «Сталь» (Аша, 2000/01, 2004/05 — 2007/08), «Нефтяник» Лениногорск (2001/02 — 2003/04), «Дизель» и «Дизель-2» (Пенза, 2004).
Работал в школах «Салавата Юлаева» (2010—2017) и «Орлан» (Стерлитамак, 2017—2024).
Скончался в октябре 2024 года в Уфе в возрасте 50 лет.